# ПУ-12
ПУ-12 (индекс ГРАУ — 9С482) — советский и российский подвижный пункт управления подразделений ПВО.

## Описание конструкции
Основным предназначением ПУ-12 является управление различными средствами огневого поражения воздушных целей, состоящими на вооружении подразделений ПВО. ПУ-12 размещается на базе бронетранспортёра БТР-60ПБ.
В экипаж машины входят четыре человека:
1. Механик-водитель;
2. Командир отделения;
3. Радист-разведчик;
4. Оператор.

Модификация ПУ-12М обеспечивает управление боевыми средствами ЗРК типа 9К330 «Тор», ЗРК 9К33М3 «Оса-АКМ», 9К35М «Стрела-10М», 9К35М2 «Стрела-10М2», ЗРПК 2К22М1 «Тунгуска-М1», а также ПЗРК 9К38 «Игла». Пункт управления осуществляет приём информации об обстановке, затем обрабатывает информацию, принимает решение о необходимых действиях и передаёт указания стрелкам-зенитчикам и боевым машинам.

### Средства наблюдения и связи
Для обеспечения управления средствами ПВО на ПУ-12М установлены 3 радиостанции Р-123М, радиостанция Р-111, Р-407, а также имеется телескопическая мачта высотой 6 м. Кроме того в машине имеется автоматическая система передачи данных.

### Специальное оборудование
В состав специального оборудования ПУ-12М входят следующие элементы:
1. ТЗК (труба зенитная командирская);
2. Курсопрокладчик КП-4;
3. Артиллерийская буссоль;
4. Прибор радиационного оповещения и разведки ДП-3Б;
5. Полевой телефон и другое оборудование.

## Модификации
- 9С482 — базовый вариант
- 9С482М — модификация ПУ-12М

## Машины на базе
- 9С482М6 — подвижный пункт управления ПУ-12М6, современный вариант подвижного пункта управления ПУ-12, в качестве базы используется шасси бронетранспортёра БТР-80, также установлен более совершенный приборный состав
  - 9С482М7 — дальнейшая модификация ПУ-12М6 с установкой более современного оборудования

## Операторы
- СССР — 47 единицы ПУ-12 в зоне «до Урала», по состоянию на 1991 год[3], перешли к образовавшимся после распада государствам
- Алжир — 10 единиц ПУ-12 поставлены из СССР в период с 1979 по 1980 годы для использования с 9К31 «Стрела-1»[4]
- Венгрия — 7 единиц ПУ-12 поставлены из СССР в период с 1979 по 1983 годы для использования с 9К35 «Стрела-10-СВ»[4]
- ГДР — 24 единицы ПУ-12 поставлены из СССР в период с 1981 по 1984 годы для использования с 9К31 «Стрела-1»[4]
- Греция — 16 единиц ПУ-12 поставлены из России в 1988 году для использования с 9К33М3 «Оса-АКМ»[4]
- Индия — 50 единиц ПУ-12 поставлены из СССР в период с 1979 по 1984 годы для использования с 9К31 «Стрела-1»[4]
- Куба — 10 единиц ПУ-12 поставлены из СССР в период с 1985 по 1986 годы для использования с 9К35 «Стрела-10-СВ»[4]
- Польша — 50 единиц ПУ-12 поставлены из СССР в период с 1976 по 1980 годы для использования с 9К31 «Стрела-1»[4], 15 единиц ПУ-12 поставлены из СССР в период с 1986 по 1988 годы для использования с 9К35 «Стрела-10-СВ»[4]
- Россия
- Чехословакия — 28 единиц ПУ-12 поставлены из СССР в период с 1980 по 1989 годы для использования с 9К31 «Стрела-1»[4], 5 единиц ПУ-12 поставлены из СССР в период с 1982 по 1984 годы для использования с 9К33М3 «Оса-АКМ»[4], 25 единиц ПУ-12 поставлены из СССР в период с 1984 по 1990 годы для использования с 9К35 «Стрела-10-СВ»[4]